# Julian Palacz
Julian Palacz (* 1983 in Leoben) ist ein österreichischer Künstler, der in Wien lebt und arbeitet.
Palacz studierte von 2003 bis 2010 Digitale Kunst bei Peter Weibel und Virgil Widrich an der Universität für angewandte Kunst Wien.

## Ausstellungen
- 2015: "Diding. Ein Innen, das ein Außen bleibt?", Künstlerhaus – Halle für Kunst und Medien, Graz[1]
- 2015: "Realise & Resist", Palazzo Zenobio, Venedig[2]
- 2014: "Faces & Traces", Swatch Art Peace Hotel, Shanghai, China[3]
- 2014: "Young Art Auction", Albertina, Wien
- 2014: "Sleepless Nights", Galerie Hubert Winter, Wien[1]
- 2014: "Pong!", Kunstraum am Schauplatz, Wien[1]

## Beiträge und Publikationen
- "25 Jahre WWW: Eine Erfindung, die die Welt veränderte", Der Standard, 8. März 2014
- "End Tell", Traumawien, Wien 2010, ISBN 978-3-95029100-1

## Auszeichnungen
- 2015: Staatsstipendium für Video- und Medienkunst, Bundeskanzleramt Österreich
- 2014: Ankauf Artothek des Bundes, Bundeskanzleramt Österreich[4]
- 2011: Arbeitsstipendium, Wissenschaftsministerium Österreich